# Município de Chester (condado de Clinton, Ohio)
Localização do Ohio nos E.U.A.
O município de Chester (em inglês: Chester Township) é um local localizado no condado de Clinton no estado estadounidense de Ohio. No ano 2010 tinha uma população de 1967 habitantes e uma densidade populacional de 23,78 pessoas por km².

## Geografia
O município de Chester encontra-se localizado nas coordenadas 39° 31′ 46″ N, 83° 55′ 32″ O. Segundo a Departamento do Censo dos Estados Unidos, o município tem uma superfície total de 82.72 km², da qual 81,82 km² correspondem a terra firme e (1,08 %) 0,9 km² é água.

## Demografia
Segundo o censo de 2010, tinha 1967 pessoas residindo no município de Chester. A densidade de população era de 23,78 hab./km².